# Ute Christensen
Ute Christensen, nata Ute Schernau (Neubrandenburg, 21 dicembre 1955), è un'attrice tedesca, in attività principalmente nel corso degli anni ottanta, soprattutto in campo televisivo.
Complessivamente, ha recitato, tra la fine degli anni settanta e la fine degli anni novanta, in oltre una trentina di differenti produzioni. È apparsa, tra l'altro, in vari episodi della serie televisiva L'ispettore Derrick.
Il cognome Christensen è quello dell'ex-marito, Alain Christensen, grazie al quale riuscì a fuggire nel 1975 dalla nativa DDR, nascondendosi nel bagagliaio della sua autovettura.

## Filmografia parziale

### Cinema
- Mama Mia - Nur keine Panik (1984) - ruolo: Sandra
- Der kleine Staatsanwalt (1987) - Sig.ra Keile
- Lovec senzací (1988) - Sonja
- Pan Tau - Der Film (1988) - Hanna

### Televisione
- Jauche und Levkojen - serie TV (1979)
- Berlin Mitte - film TV (1980)
- Kaninchen im Hut und andere Geschichten mit Martin Held - film TV (1980)
- Il commissario Köster (Der Alte) - serie TV, 1 episodio (1980) - Jutta
- L'ispettore Derrick - serie TV, episodio "Anna, cara Anna", regia di Theodor Grädler (1980) - Magda Klein
- Tod eines Schülers - serie TV, 5 episodi (1981) - ruolo: Inge Reitz
- Berlin Tunnel 21 - film TV (1981)
- Krimistunde - serie TV (1982)
- Kontakt bitte... - serie TV (1983)
- Les tilleuls de Lautenbach - film TV (1983) - Babette
- Il commissario Köster - serie TV, 1 episodio (1983) - Doris Kühn
- Tatort - serie TV, 1 episodio (1983) - Natascha Berg
- Un caso per due - serie TV, 1 episodio (1984) - Antje Otten
- Tiere und Menschen - serie TV (1984)
- Billet doux - miniserie TV (1984) - Jennifer
- Ho sposato tutta la famiglia (Ich heirate eine Familie) - serie TV, 3 episodi (1984) - Martina Hambach
- Il commissario Köster - serie TV, 1 episodio (1986) - Verena
- Le tiroir secret - miniserie TV (1986)
- 14º Distretto (Großstadtrevier) - serie TV (1986)
- Tatort - serie TV, 1 episodio (1987) - Nicole
- L'ispettore Derrick - serie TV, episodio "Sopralluogo mortale", regia di Zbyněk Brynych (1988) - Arlene Kessler
- Der Boss aus dem Westen - film TV (1988) - Doris
- L'ispettore Derrick - serie TV, episodio "Avventura al Pireo", regia di Zbyněk Brynych (1988) - Hanna Reimers
- Mrs. Harris fährt nach Monte Carlo - film TV (1989) - Mercedes
- Die Männer vom K3 - serie TV, 1 episodio (1989)
- Liebesgeschichten - serie TV (1990)
- L'ispettore Derrick - serie TV, episodio "Denaro sporco", regia di Günter Gräwert (1991) - Isabel Lenz
- Desideria e l'anello del drago - miniserie TV (1994) - Regina
- Blutige Spur - film TV (1995) - Dagmar
- Un caso per due - serie TV, 1 episodio (1996)
- Tatort - serie TV, 1 episodio (1998) - Bea Tale

## Doppiatrici italiane
- Paola Giannetti in Desideria e l'anello del drago[3][4]